# Jakub Karolak
Jakub Karolak (ur. 26 września 1993 w Lublinie) – polski koszykarz występujący na pozycjach rzucającego obrońcy oraz niskiego skrzydłowego, obecnie zawodnik Śląska Wrocław. 
Absolwent Międzynarodowego Liceum Ogólnokształcącego Paderewski w Lublinie.
Jego ojciec Piotr był także koszykarzem, reprezentantem Polski, uczestnikiem spotkań gwiazd PLK. W koszykówkę gra także jego starszy brat Bartłomiej.
26 lipca 2018 został zawodnikiem Legii Warszawa. 22 czerwca 2019 dołączył do Anwilu Włocławek.
22 czerwca 2020 dołączył do Legii Warszawa. 2 czerwca 2021 zawarł umowę ze Śląskiem Wrocław.
Jego postać znajduje się w grze NBA 2K16.

## Osiągnięcia
Stan na 16 czerwca 2023, na podstawie, o ile nie zaznaczono inaczej.
Drużynowe
- Mistrz Polski (2014, 2022[12])
- Wicemistrz:
  - Polski (2015, 2023[13])
  - Polski juniorów starszych (2013)
- Brązowy medalista mistrzostw Polski (2020)
- Zdobywca:
  - Superpucharu Polski (2014, 2019[14])
  - Pucharu Polski (2020)[15]
- Finalista Pucharu Polski (2014)
- Uczestnik rozgrywek Pucharu FIBA Europe (2015/16)

Indywidualne
- MVP kolejki EBL (9 – 2020/2021)[16]
- Lider strzelców:
  - II ligi (2012)
  - mistrzostw Polski juniorów starszych (2013)
- Zaliczony do I składu:
  - kolejki EBL (9, 25 – 2020/2021)[17][18]
  -  mistrzostw Polski juniorów starszych (2011, 2013)
- Uczestnik konkursu rzutów za 3 punkty EBL (2021 – 3. miejsce)[19]

Reprezentacja
- Mistrz Europy U–20 Dywizji B (2013)
- Uczestnik mistrzostw Europy U–16 (2009 – 4. miejsce)